# Titinga Frédéric Pacéré

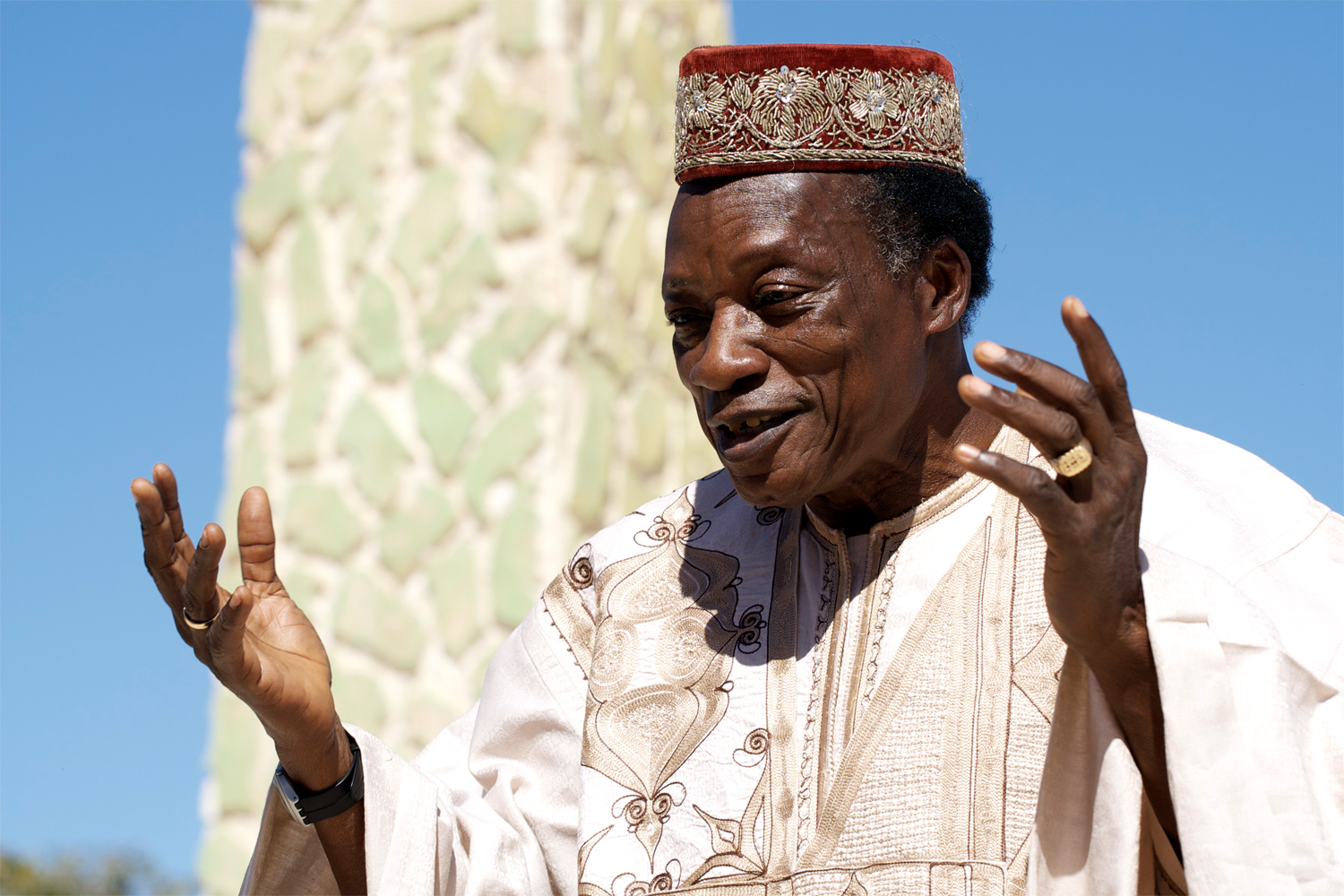
Titinga Frédéric Pacéré (2010)

Titinga Frédéric Pacéré (* 31. Dezember 1943 in Obervolta, heute Burkina Faso; † 8. November 2024) war ein Autor und Rechtsanwalt aus dem westafrikanischen Staat Burkina Faso.
Pacéré studierte in Abidjan, Ouagadougou, Dakar und Rennes Literatur- und Rechtswissenschaften. Er war Gründer des Musée de Manega und wurde 2004 vom UNHCHR zum Unabhängigen Experten für die Menschenrechte in der Demokratischen Republik Kongo ernannt.

## Werke
- Ça tire sous le Sahel 1976
- Refrains sous le Sahel 1976
- Quand s'envolent les grues couronnées 1976
- La poésie des griots 1983
- Poème pour l'Angola 1983
- Saglengo, la poésie du tam-tam 1994
- Problématique de l'aide aux pays sous-développés 1976
- Ainsi on a assassiné tous les Moose 1979
- Le langage des tam-tams et des masques en Afrique 1992